# فريزويته
فريزويته (بالألمانية: Friesoythe) هي بلدة ألمانية تقع في ألمانيا في كلوبنبورغ. يقدر عدد سكانها بـ 20,447 نسمة .

## المدن التوأمة
مدينة سفيبودزين هي مدينة توأمة لـفريزويته.